# Selenaspidus celastri
Selenaspidus celastri är en insektsart som först beskrevs av William Miles Maskell 1897.  Selenaspidus celastri ingår i släktet Selenaspidus och familjen pansarsköldlöss. Inga underarter finns listade i Catalogue of Life.